# آيت اعمر (آيت بوحماد الجبل)
آيت اعمر هو دُوَّار يقع بجماعة أكلمام أزكزا، إقليم خنيفرة، جهة بني ملال خنيفرة في المملكة المغربية. ينتمي الدوّار لمشيخة آيت بوحماد الجبل التي تضم 3 دواوير. يقدر عدد سكانه بـ 285 نسمة حسب الإحصاء الرسمي للسكان والسكنى لسنة 2004.

## وصلات خارجية
- البوابة الوطنية للجماعات الترابية
- المندوبية السامية للتخطيط